# Gura Padinii
Gura Padinii est une commune roumaine située dans le județ d'Olt.